# Saint-Marc-des-Carrières
Saint-Marc-des-Carrières – miasto w Kanadzie, w prowincji Quebec, w regionie Capitale-Nationale i MRC Portneuf. Miasto znane jest z eksploatowanych od 1806 roku kamieniołomów (fr. carrières).
Liczba mieszkańców Saint-Marc-des-Carrières wynosi 2 774. Język francuski jest językiem ojczystym dla 98,3%, angielski dla 0,4% mieszkańców (2006).